# Mocuio-formatie
De Mocuio-formatie is een geologische formatie in Angola die mariene afzettingen uit het Laat-Krijt omvat. In deze formatie zijn met name fossielen van ammonieten en mosasauriërs gevonden.

## Locatie en ouderdom
De Mocuio-formatie ligt in de zuidwestelijke provincie Namibe van Angola bij Bentiaba. De afzettingen dateren uit het Laat-Campanien tot Midden-Maastrichtien. De formatie is bestudeerd in het kader van het "Projecto PaleoAngola", een serie van wetenschappelijke onderzoeken in de kuststreken van Angola sinds 2005. Onder meer de Nederlander Anne Schulp van het Naturalis is bij dit project betrokken.
De Mocuio-formatie is afgezet in de vroege zuidelijke Atlantische Oceaan, die in het midden van het Krijt ontstond door de splitsing van westelijk Gondwana door het uiteendrijven van Zuid-Amerika en Afrika. De zuidelijke Atlantische Oceaan was destijds met 2700 km half zo breed als nu. De Mocuio-formatie is afgezet in een ondiepe zee langs een kustwoestijn, die te vergelijken is met de huidige Namibwoestijn. Aan de hand van de voorkomende tweekleppigen wordt de watertemperatuur van deze kustzee geschat op 18.5° C. In het Laat-Krijt lag het gebied op 24 graden zuiderbreedte, ongeveer tien graden zuidelijker dan tegenwoordig.

## Fauna

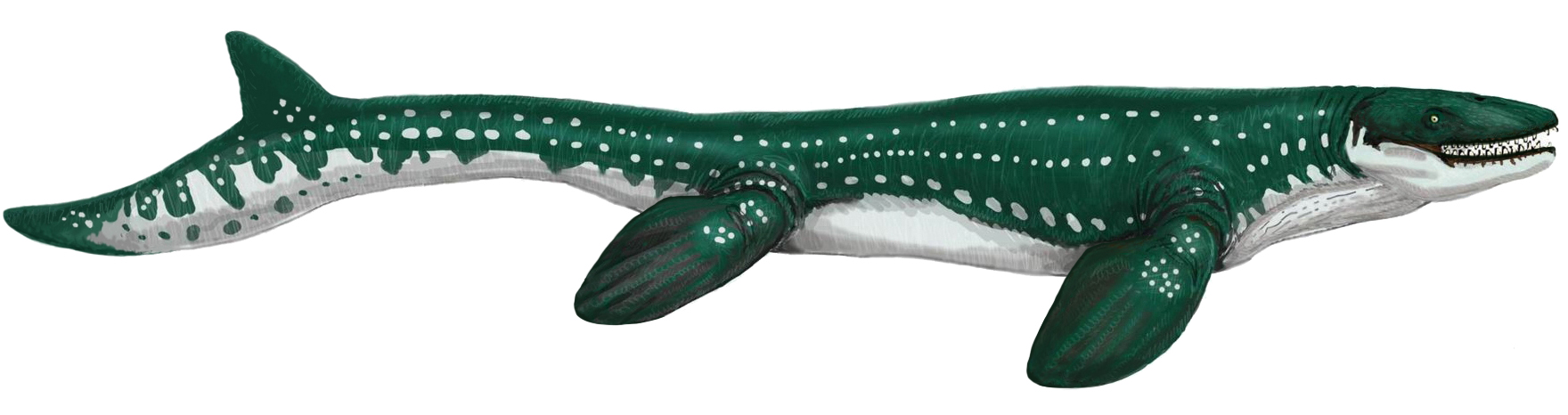
Prognathodon

Angola heeft met de Mocuio-formatie en de noordelijker gelegen Itombe-formatie het beste fossielenbestand van het Zuidelijk Halfrond wat betreft mariene reptielen uit het Laat-Krijt. Daarnaast omvat het Angolese fossielenbestand uit het Krijt een groot aantal kraakbeenvissen, beenvissen en ongewervelde zeedieren, met name ammonieten. In de afzettingen van de twee formaties zijn honderden specimens gevonden, waaronder complete skeletten en schedels. Deze mariene 

### Reptielen
De mosasauriër Prognathodon kianda is het algemeenste taxon in deze paleofauna. Andere mosasauriërs uit de Mocuio-formatie zijn Carinodens belgicus, Globidens phoshaticus, Mosasaurus aff. hoffmanni, Platecarpus ptychodon, Prognathodon cf. saturator, Bentiabasaurus jacobsi (Mosasaurinae), Gavialimimus (Plioplatecarpinae), Halisaurus sp. en Phosphorosaurus sp. (Halisaurinae). Ook zeeschildpadden waren divers in dit gebied tijdens het Laat-Krijt met Euclastes (Cheloniidae), Protostega, ?Calcarichelys (Protostegidae) en Toxochelys (Toxochelyidae). Een derde groep zeereptielen zijn de plesiosauriërs uit de Elasmosauridae met Cardiocorax mukulu en een niet nader te classificeren vorm uit de Aristonectinae. Epapatelo was een visetende pterosauriër uit de Aponyctosauria. Verder is een geïsoleerd vingerkootje van een dinosauriër uit de Hadrosauroidea gevonden in de Mocuio-formatie.

### Vissen
Fossielen van stierkophaaien, diverse makreelhaaiachtigen zoals de zandtijgerhaai Carcharias heathi, Cretolamna biauriculata en Squalicorax kaupi, 
zaagvissen en beenvissen zoals meerdere soorten behorend tot Enchodus en tarponachtigen zijn gevonden in de Mocuio-formatie. 